# Gerloský průsmyk
Gerloský průsmyk (německy Gerlospass, Gerlos Pass nebo Pinzgauer Höhe) je průsmyk v rakouském regionu Oberpinzgau. Je pojmenován podle obce Gerlos v okrese Schwaz a nachází se v nadmořské výšce 1531 m. Tvoří hranici mezi spolkovými zeměmi Salcbursko a Tyrolsko. Nachází se v Kitzbühelských a Zillertalských Alpách a je rozvodím mezi řekami Salzach a Ziller. V blízkosti průsmyku se nachází hora Plattenkogel s lyžařským střediskem, Krimmelské vodopády a vodní elektrárna Tauernkraftwerk.
První cesta přes průsmyk byla vybudována v roce 1630 v souvislosti s těžbou zlata v Rohrbergu. Tato cesta s označením B 165 je dosud v provozu, avšak dá se projet jen za příznivého počasí a je na ní zákaz vjezdu pro kamiony. Společnost Großglockner Hochalpenstraßen AG proto vybudovala moderní silnici Gerlos Alpenstraße , která kulminuje ve výšce 1628 m. Projektoval ji Franz Wallack a byla otevřena 1. prosince 1962. Na nové silnici se platí mýto. Z Wald im Pinzgau cesta překonává výškový rozdíl 743 metrů a z Zell am Ziller výškový rozdíl 1053 metrů, maximální sklon zde dosahuje 15 %. Gerloským průsmykem vedla trať šesté etapy cyklistického závodu Giro d'Italia 2009.